# Sistema termodinàmic

Sistema, frontera i entorn

Un sistema termodinàmic és una regió macroscòpica definida de l'univers que s'estudia a partir dels principis de la termodinàmica. Tot l'espai de l'univers que es troba fora del sistema termodinàmic es coneix com a entorn. El sistema està separat del seu entorn per la frontera (que pot ser nocional o real) la qual, per convenció, delimita un volum finit. Els intercanvis de treball, calor o matèria entre el sistema i l'entorn poden tenir lloc a través d'aquesta frontera. De fet, els sistemes termodinàmics se solen classificar segons la naturalesa dels intercanvis que permet la seva frontera.
Un sistema termodinàmic es caracteritza i es defineix per un conjunt de paràmetres termodinàmics associats al sistema. Els paràmetres són propietats macroscòpiques experimentalment mesurables, com ara volum, pressió, temperatura o camp elèctric, entre d'altres. El conjunt de paràmetres necessaris per definir inequívocament un sistema s'anomena estat termodinàmic, que s'expressa amb una relació entre paràmetres anomenada equació d'estat. Finalment, un sistema es troba en equilibri termodinàmic quan l'estat del sistema no canvia al llarg del temps.

## Tipus de sistemes
La termodinàmica descriu la física de la matèria fent servir el concepte de sistema termodinàmic, la regió de l'univers que s'està estudiant. Totes les quantitats d'una equació, tals com pressió o treball, es refereixen al sistema excepte que s'indiqui el contrari. Com que la termodinàmica estudia fonamentalment el flux i balanç d'energia i matèria, els sistemes es distingeixen segons els tipus d'interacció que experimenten i els tipus d'energia que intercanvien amb l'entorn.
| Tipus de sistema    | Flux de massa | Treball | Calor |
| ------------------- | ------------- | ------- | ----- |
| Obert               | 1             | 1       | 1     |
| Tancat              | 2             | 1       | 1     |
| Aïllat tèrmicament  | 2             | 1       | 2     |
| Aïllat mecànicament | 2             | 2       | 1     |
| Aïllat              | 2             | 2       | 2     |

Tal com indica la taula, hi ha tres tipus de sistemes:
- Els sistemes aïllats no intercanvien calor, treball ni matèria amb el seu entorn. L'únic sistema que podria ser veritablement isolat és l'univers, però no està del tot clar si es considera la hipòtesi del big-bang.
- Els sistemes tancats poden intercanviar energia (és a dir, calor i treball) amb el seu entorn, però no pas matèria. Un exemple podria ser un hivernacle, el qual intercanvia energia en forma de calor amb l'entorn.
- Els sistemes oberts poden intercanviar qualsevol forma d'energia amb l'entorn, i també matèria. Una frontera que permet l'intercanvi de matèria s'anomena frontera permeable. Un exemple de sistema obert podria ser l'oceà.

A la pràctica, un sistema mai pot estar completament aïllat del seu entorn.

## Història
El primer que desenvolupà el concepte de "sistema termodinàmic" fou el físic francès Sadi Carnot, el qual en seva obra Réflexions sur la puissance motrice du feu et sur les machines propres à développer cette puissance estudià el que ell anomenava la substància de treball. Aquesta substància de treball es podria posar en contacte tant amb una reserva de calor (un escalfador), una reserva de fred (un corrent d'aigua freda) o un pistó. El 1850, el físic alemany Rudolf Clausius va generalitzar-ho per incloure-hi el concepte de l'entorn, i es començà a referir al sistema com a "cos de treball".
L'article màquina de Carnot mostra el diagrama original pistó-cilindre usat per Sadi Carnot per descriure la seva màquina ideal:

Diagrama de la màquina de Carnot (moderna

En aquest diagrama, el "cos de treball" (sistema), terme introduït per Clausius el 1850, pot ser qualsevol fluid o vapor a través del qual la calor Q es pot introduir per tal de produir treball. El 1824, Sadi Carnot postulà que el fluid podia tractar-se de qualsevol substància capaç d'expandir-se –tal com vapor d'aigua, vapor d'alcohol, vapor de mercuri, un gas permanent, aire, etc.

## Frontera
La frontera d'un sistema és una superfície tancada bidimensional (real o imaginària) que tanca el volum o regió que ocupa un sistema termodinàmic. Quantitats com la calor, la massa o el treball poden fluir a través de la frontera. D'una manera més clara, una frontera termodinàmica és la divisió geomètrica entre un sistema i el seu entorn. Topològicament, es considera que és quasi homeomòrfica amb una 2-esfera, ja que el sistema normalment es considera que és conjunt simplement connex.
D'altra banda, una frontera pot ser fixa (per exemple, en un reactor de volum constant) o mòbil (per exemple, un pistó). També pot ser real o imaginària: per un sistema tancat, la frontera és real, mentre que per un sistema obert sol ser imaginària. Per a propòsits teòrics, es pot suposar la frontera com adiabàtica, isoterma, diaterma, permeable o semipermeable, encara que els materials físics amb aquestes propietats no sempre estan disponibles en la realitat.
Qualsevol cosa que travessi la frontera que produeixi un canvi en l'energia interna s'ha de comptar per l'equació de balanç d'energia.

## Entorn
El sistema és la part de l'univers que s'estudia, mentre que l'entorn és el que roman de l'univers que cau fora de la frontera del sistema. Segons el tipus de sistema, l'entorn pot interaccionar amb el sistema intercanviant massa, energia (incloent-hi calor i treball), quantitat de moviment, càrrega elèctrica o altres propietats conservatives. Durant l'anàlisi del sistema, l'entorn s'ignora excepte quan es tracten aquestes interaccions.